# コールガール
コールガール（英語: call girl）は、娼婦の一種。

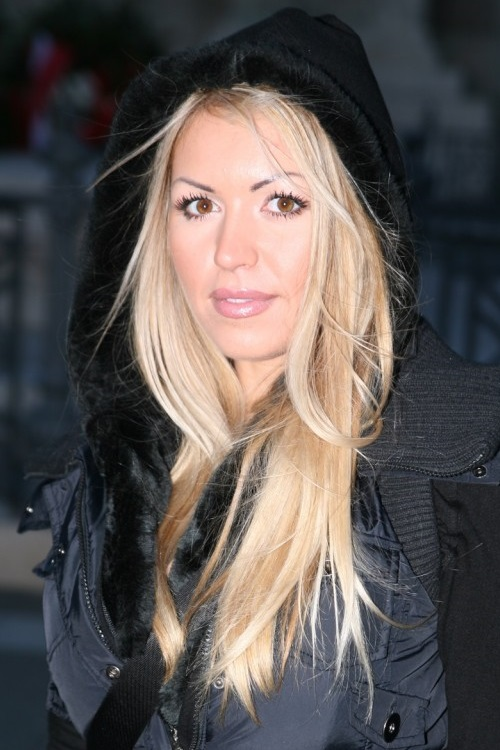
ハンガリーのコールガール、アネット・ドーン

本来は娼婦のうち、電話で依頼主の自宅や宿泊先へ呼び出されて依頼主への売春に応じる者のみを指すが、語感の良さから娼婦の代名詞として用いられる場合もある。
日本においては、1999年3月までは、日本国外でのコールガールに該当する営業は禁止されていたが、1999年4月に施行された改正風営法により、当該業種の営業が届出対象となり合法化され、多くのデリバリーヘルスが営業を開始した。